# Тавриченка
Тавриченка (каз. Тавричен) — упразднённое село в Денисовском районе Костанайской области Казахстана. Входило в состав Красноармейского сельского округа. Код КАТО — 394045400. Упразднено в 2019 году.

## Население
В 1999 году население села составляло 246 человек (123 мужчины и 123 женщины). По данным переписи 2009 года, в селе проживало 70 человек (34 мужчины и 36 женщин).